# Bornustraße
Bornustraße (auch Bornuweg, Garamantenstraße, in englischen Texten Bilma Trail oder Garamantean Road) wurde im 19. Jahrhundert die große transsaharische Karawanenroute zwischen Tripolis und dem Tschadseegebiet genannt. Sie verläuft ganz auf dem Gebiet der heutigen Staaten Libyen und Niger, nicht auf dem Gebiet des Tschad.

## Geschichte der Bornustraße
Ptolemaios liefert zur Mitte des 2. Jahrhunderts n. Chr. mit seinem Bericht über die Expedition des Königs der Garamanten ins subsaharische Land Agisymba in den Jahren 83 bis 92 n. Chr. einen ersten Hinweis auf die Route. Marinos von Tyros berichtet, dass zu den Begleitern des Herrschers der Garamanten der römische Händler Iulius Maternus gehörte. Am Ziel der vier Monate dauernden Reise, habe er viele Nashörner gesehen. Da diese damals nicht in Nordafrika lebten, wird angenommen, dass er damit die Gegend um den Tschadsee erreicht hatte. Wahrscheinlich hatten punische Sklavenjäger aus Karthago schon lange zuvor einen oder mehrere Stützpunkte im Tschadseegebiet errichtet, aus denen Agisymba hervorgegangen war. Bisher konnten die Ethnohistoriker indes nicht sicher entscheiden, ob Agisymba im Aïr, im Tibesti, im Tschadseegebiet oder eventuell anderswo lag. 
Im Jahr 666 n. Chr. erreichte der arabische Eroberer Uqba ibn Nafi auf einer Expedition von der Mittelmeerküste nach Süden zuerst den Fessan und dann die Oasen des Kaouar-Tals nordwestlich des Tschadsees im heutigen Niger. Im Mittelalter war die Bornustraße aufgrund ihrer Kürze und ihrer relativ leichten Begehbarkeit die aktivste und beständigste Handelsroute zwischen Nord- und dem subsaharischen Afrika. Im Gegensatz zum Goldhandel Westafrikas waren Sklaven das wichtigste „Ausfuhrprodukt“ auf der Route. Daneben erwähnen Konsularberichte aus Tripolis auch geringe Mengen von Gold, Sennesblätter, Tierprodukte und Webstoffe als Handelswaren aus dem Süden. In umgekehrter Richtung wurden hauptsächlich Pferde, Stoffe, Kaurimuscheln und Waffen geliefert. 
Die wichtigste Ordnungsmacht über die Bornustraße war im Mittelalter das Tschadreich, zuerst Kanem-Bornu und dann das Nachfolgereich Bornu. Infolge der Besetzung der Oasen in der nördlichen Zentralsahara durch die Osmanen 1574 verlor Bornu seine Stützpunkte im Fessan. Der Niedergang des Transsahara-Handels hatte jedoch schon vorher eingesetzt. Hauptursache war die feste Etablierung des Seeweges entlang der westafrikanischen Küste, ein weiterer Grund war die zunehmende Desertifikation der Sahara, deren Durchquerung immer schwieriger wurde. Zur Zeit der Reisenden des 19. Jahrhunderts war Bornu zu einer unbedeutenden Regionalmacht herabgesunken, und die Bornuroute wurde nur noch sporadisch als Handelsroute genutzt.

## Der Verlauf der Bornustraße
Der genaue Verlauf der Bornustraße ist in einzelnen Passagen nicht mehr bekannt und Gegenstand aktueller historischer und archäologischer Forschungen. Gesicherte Stationen der Straße sind Murzuk und al Qatrun im Süden von Libyen, weiter die Wasserstelle Tummo (heute direkt an der Grenze zwischen Libyen und Niger auf libyscher Seite), Madama, die Oase Séguédine und das Kaouar-Tal mit der Oase Bilma in Niger. Das Gebiet des ehemaligen Reiches Bornu liegt westlich des Tschadsees auf heute nigrischem Staatsgebiet.

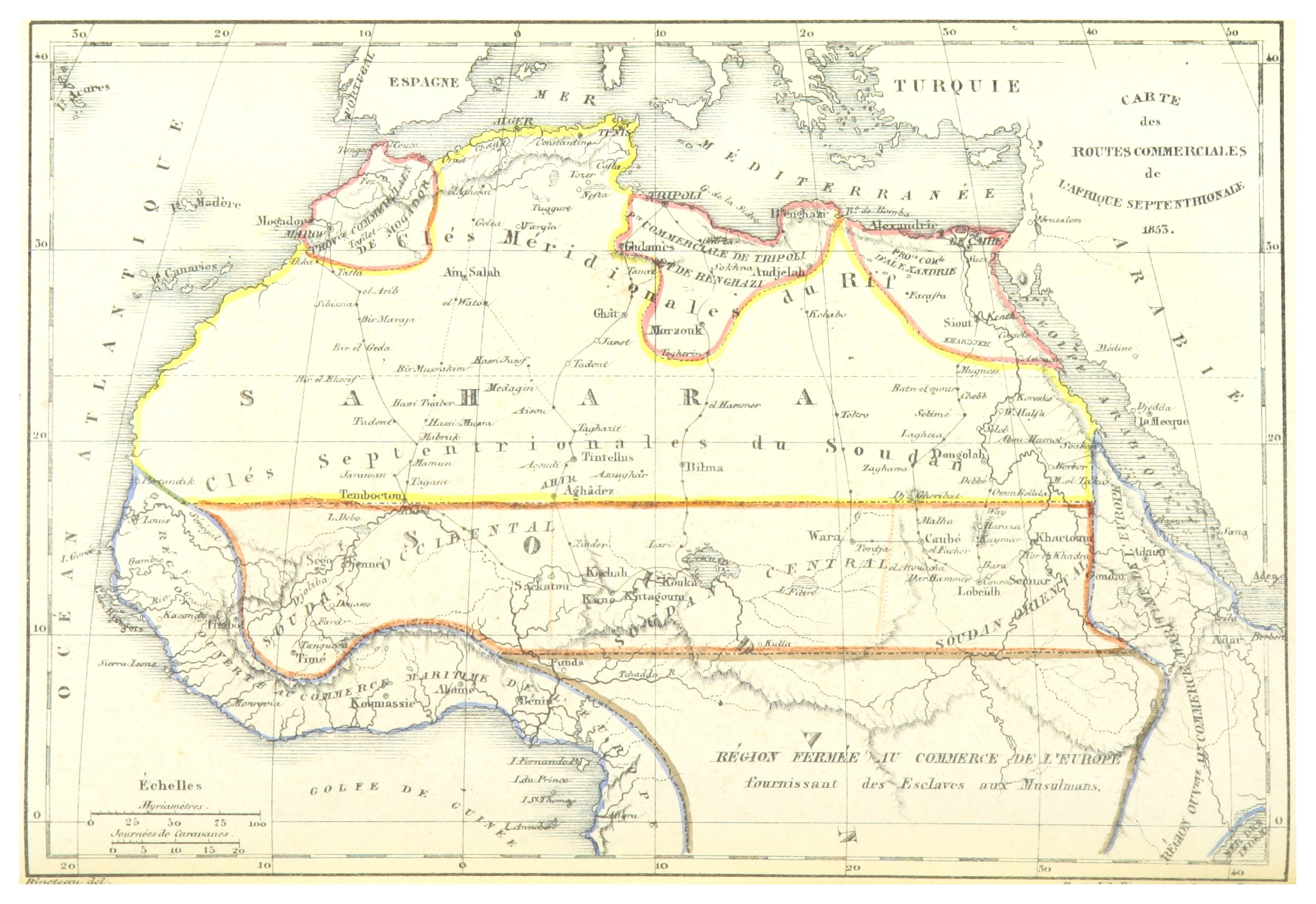
Handelsrouten im nördlichen Afrika auf einer Karte von 1853; halbrechts zwischen Murzuk (Mourzouk) und Bilma die Bornustraße